# Nachtjagdgeschwader 200
Das Nachtjagdgeschwader 200 war ein Verband der Luftwaffe der Wehrmacht im Zweiten Weltkrieg. Als Nachtjagdgeschwader, ausgestattet mit Nachtjägern vom Typ Focke-Wulf Fw 190, Heinkel He 111, Junkers Ju 88 und Messerschmitt Bf 110 führte es Luftangriffe nach dem „Helle Nachtjagd“-Verfahren (HeNaJa) auf einfliegende feindliche Flugzeuge durch.

## Geschichte
Vom Nachtjagdgeschwader 200 wurden nur fünf einzelne Staffeln aufgestellt. Einen Geschwader- oder Gruppenstab gab es nicht. Alle fünf Staffeln wurden am 17. August 1943 im besetzten Teil der Sowjetunion aufgestellt und im Deutsch-Sowjetischen Krieg eingesetzt. Die 1. Staffel lag auf dem Fliegerhorst Dno-Griwotschki, im Norden der Ostfront. Die 4. Staffel hatte ihre Basis in Orscha/Süd und die 7. Staffel in Smolensk im Mittelabschnitt, während die 5. Staffel in Nikolajew und die 8. Staffel in Stalino im Südabschnitt beheimatet waren.
Im Dezember 1943 wurden die 7. und die 8. Staffel aufgelöst. Die 1. Staffel war im März 1944 der 3. Fliegerdivision der Luftflotte 1 zugeteilt, während die 5. Staffel dem I. Fliegerkorps der Luftflotte 4 diente.
Am 27. Juni 1944 gingen die 1., die 4. und die 5. Staffel als 5., 6. und 7. Staffel zum Nachtjagdgeschwader 100. Damit hatte das Nachtjagdgeschwader 200 aufgehört zu bestehen.

## Gliederung
Entgegen der sonst üblichen Gliederung von Geschwadern der Luftwaffe verfügte das Geschwader nur über 5 Staffeln ohne Gruppenstäbe oder einen Geschwaderstab. Die 1., 2., 5., 7. und 8. Staffel, jeweils geführt durch einen Staffelkapitän, waren in drei Schwärme mit je vier Flugzeugen unterteilt. Daraus ergibt sich eine Sollstärke von 60 Flugzeugen.